# Crinoniscus equitans
Crinoniscus equitans is een pissebed uit de familie Crinoniscidae. De wetenschappelijke naam van de soort is voor het eerst geldig gepubliceerd in 1900 door Perez.